# Cœur aux poings
Cœur aux poings est une série télévisée jeunesse québécoise en 43 épisodes de 25 minutes diffusée du 30 octobre 1963 au 26 mai 1965 à la Télévision de Radio-Canada.

## Synopsis
En 1810 sur l'Île Sainte-Hélène, une bande d'adolescents, réunis par le même idéal, « veulent aller plus loin que l'explorateur Mackenzie. Ils veulent reprendre les postes de traite abandonnés aux Américains. Ils veulent partir à la reconquête de l'Ouest, pour y retrouver l'esprit des pionniers. »

## Fiche technique
- Scénarisation : Claude Fournier, Guy Leduc, Roland Lepage, Bernard Letremble, Louis Portugais, Gilles Rochette, Jean-Louis Roux
- Réalisation : Charles Dumas, Guy Leduc
- Société de production : Société Radio-Canada

## Distribution
- Jean Perraud : Corsaire, le chef
- Louis de Santis : Jacques Martin
- Pascal DesGranges : Pierre Lanctôt
- Jean Doyon : Michel Lanctôt
- Luc Durand : Damoiseau
- Ronald France : Dufilard
- Gaétan Fraser : Front de fer
- Bertrand Gagnon : Bergevin
- Isabelle Jan : Comtesse
- Lise Lasalle : Marie Boileau
- Ovila Légaré : Bertrand
- Françoise Millette : Colinette
- Claude Préfontaine : James Workington
- Serge Roger : Raton
- Jacques Brouillet : l'imprimeur